# بیچ (داکوتای شمالی)
بیچ(به انگلیسی: Beach) شهری در ایالت داکوتای شمالی کشور ایالات متحده آمریکا است که جمعیت آن در سرشماری سال ۲۰۱۰ میلادی، ۱٬۰۱۹ نفر بوده‌است.